# Christian Blache

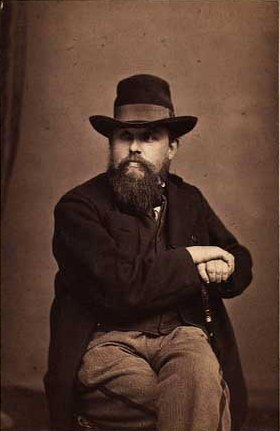
Christian Blache
Det Kongelige Bibliotek

Christian Vigilius Blache (* 1. Februar 1838 in Aarhus; † 14. März 1920 in Kopenhagen) war ein dänischer Marinemaler.

## Leben und Werk
Christian Blache war ein Sohn des Rektors der Kathedralschule in Aarhus Hans Henrik Blache (1787–1871) und dessen Frau Elise Marie Kold (1811–1874). 1857 verließ er die Lateinschule, an der er Freundschaft mit dem späteren Landschaftsmaler Janus la Cour geschlossen hatte. Er studierte bis 1859  in Aarhus an der Technischen Hochschule und absolvierte zudem eine Lehre zum Schiffbauer. Bis 1861 war er in diesem Handwerk tätig, bewarb sich dann an der Kopenhagener Königlich Dänischen Kunstakademie, um Marinemaler zu werden. Die Akademie besuchte er bis 1867, unterbrochen 1864 von der Teilnahme als Marinesoldat am Zweiten Schleswigschen Krieg. Neben dem Studium erhielt er private Anleitung bei Carl Frederik Sørensen. Bereit 1863 konnte er ein Werk auf der bekannten „Charlottenborg-Forårsudstilling“ (Frühjahrs-Ausstellung) in Kopenhagen ausstellen, auf der er dann bis 1920 regelmäßig mit insgesamt über 200 Werken vertreten war.
Durch seine Ausbildung verfügte er über gute Schiffskenntnisse und wählte Motive überwiegend aus heimischen Gewässern und Küsten. Er bereiste ganz Dänemark und lieferte eindrucksvolle Beschreibungen etwa der Westküste Jütlands. Einige seiner Gemälde zeigen Szenen rauen und stürmischen Wetters, in diesen Bildern steckt eine starke Dramatik. Zu seinen bemerkenswerten Werken, die im Statens Museum for Kunst, der Dänischen Nationalgalerie, ausgestellt sind, gehören Fra Begtrupvigen ved Hels på Mols (1864) und Panserskibet Ivar Huitfeldt passerer forbjerget Stat … (1893).
Skagen-Maler
Die Skagen-Maler (dänisch Skagensmalerne) bildeten im Fischerort Skagen Dänemarks bekannteste Künstlerkolonie, die ihre Blütezeit in den 1880er Jahren erlebte. Die meist aus Skandinavien stammenden Künstler wollten eine Abkehr von der akademischen Kunstauffassung. Sie schätzten die Freiluftmalerei und orientierten sich am französischen Realismus und Naturalismus. Blache war einer der ersten Künstler, der Skagen im hohen Norden Jütlands besuchte. Aufgrund seines Einflusses besuchte etwa Holger Drachmann die Stadt 1871 zum ersten Mal. Eines der bekannteren Gemälde des Skagens Museum ist Blaches Klitlandskab med det grå fyr (1869).
Ehrungen/Funktionen
Christian Blache gewann 1865 die Neuhausenske Prämie (Neuhausenske Præmier) für das Werk Danske Orlogsskibe under Letning i Sundet. Prämien der Akademie in Form von Reisestipendien erhielt er 1866 und 1867. 1869 erhielt er erneut die Neuhausenske Prämie für Søgang imod Land. Kronborg und 1872 ein größeres Reisestipendium, 1887 und 1888 wurde ihm die Eckersberg-Medaille zuerkannt. Diese finanziellen Mittel ermöglichten ihm Studienreisen, die ihn nach Holland, Belgien, Paris, Italien, Wien, Dresden, Berlin (1872), Paris (1878), auf die Färöer und nach Island (1887) führten.
Christian Blache wurde 1898 zum Titularprofessor der Kunstakademie ernannt. Er war 1881–1914 Jurymitglied der Ausstellungskommission für Charlottenborg und 1907–1914 deren Vorsitzender. 1888 wurde er Mitglied der Plenarversammlung der Königlich Dänischen Akademie der Schönen Künste, ab 1890 Mitglied des Akademierates und 1892–1914 dessen Vorstand. Blache wurde 1888 mit dem Dannebrogorden (Ridder af Dannebrog) geehrt und erhielt 1904 die Auszeichnung als Dannebrog-Mann (Dannebrogsmand), 1914 wurde er Kommandeur 2. Grades des Dannebrogordens.
Familie
Christian Blache war seit 1870 verheiratet mit Marie Christine Malling (1838–1919), Tochter eines Kaufmanns und Kapitäns. Der Familie entstammten vier Kinder. Der Maschinenbauingenieur und Erfinder Hans Henrik Blache (1874–1952) war sein ältester Sohn. Christian Blache verstarb wenige Wochen nach seinem 82. Geburtstag, er wurde auf dem Kopenhagener Garnisonsfriedhof beigesetzt.

## Werke (Auswahl)
- Danske Orlogsskibe under Letning i Sundet. (1865, Neuhausenske Præmier)
- Søgang imod Land. Kronborg. (1869, Neuhausenske Præmier)
- Panserskibet Ivar Huitfeldt passserer forbjerget Stat på vejen til Trondhjem i sommeren 1893 (1894, Statens Museum for Kunst, KMS1503)
- Stranden ved Hirtshals (1904, Skagens Museum)
- Indløbet ved Aarhus havn (ARoS Aarhus Kunstmuseum)
- Fra Begtrupvigen ved Hels på Mols (1864, Statens Museum for Kunst)
- Klitlandskab med det grå fyr (1869, Skagens Museum)
- Både på stranden ved Højen (1869, ebenda)
- Et dampskib under damp og sejl i Nordsøen (1882, ARoS Aarhus Kunstmuseum)
- I Øresund, udsigt mod Helsingborg (1890, ebenda)
- Stille eftermiddag ud over sandgrundene ved Lynæs (1893, ebenda); Kupferstichsammlung

## Galerie

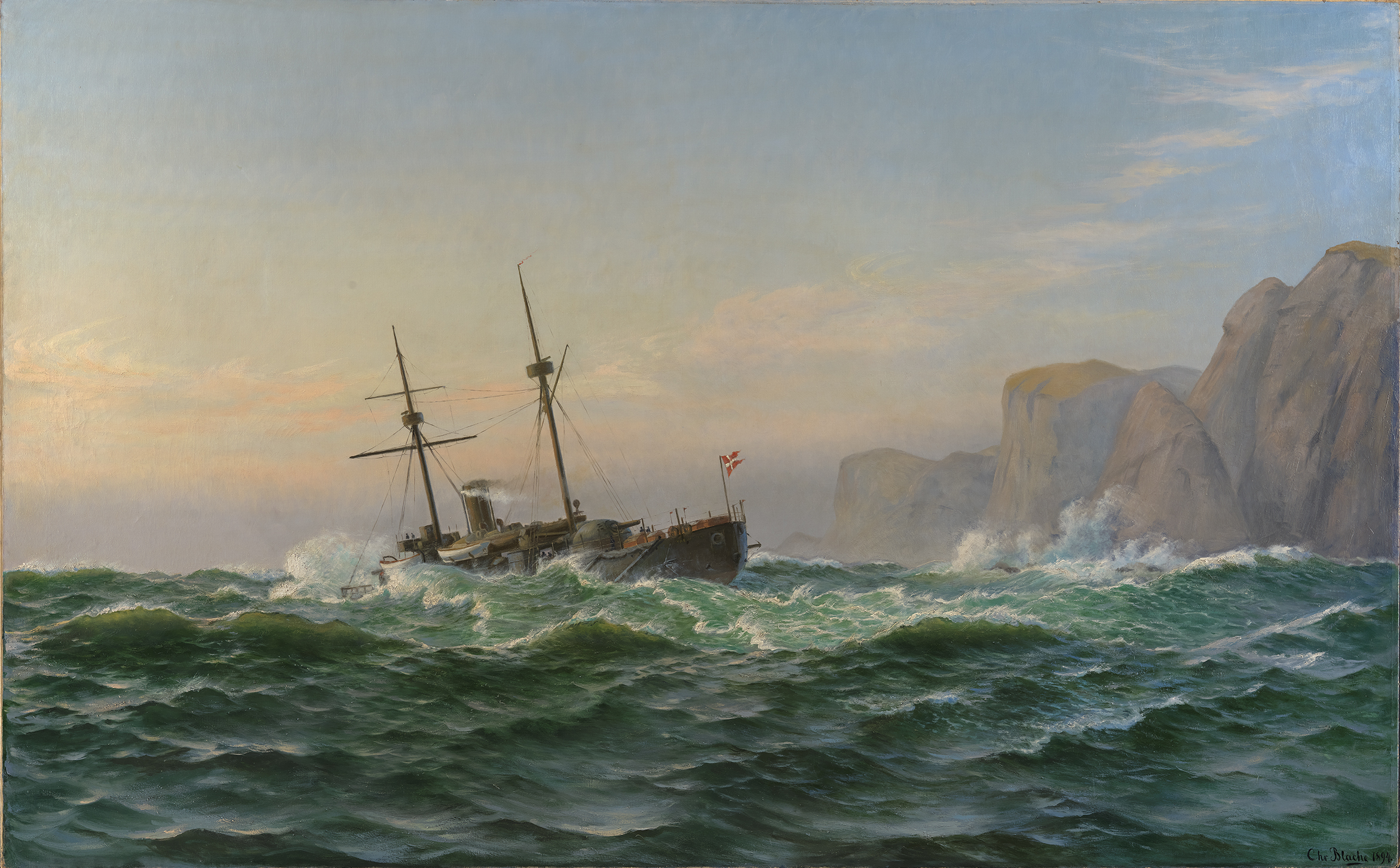
Panserskibet Ivar Huitfeldt passerer forbjerget Stat …
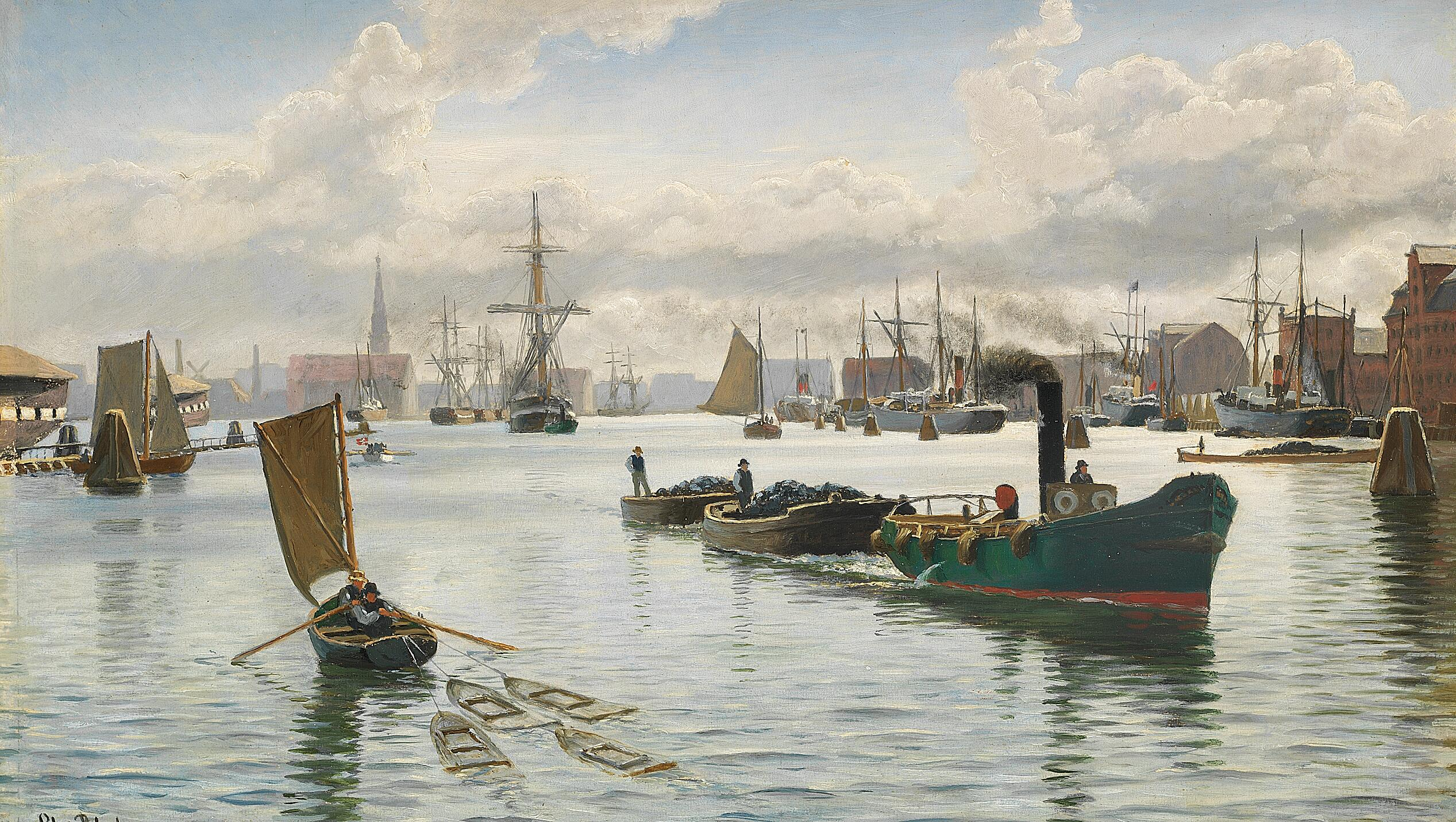
Partie im Hafen von Kopenhagen
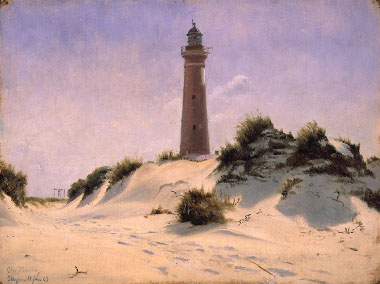
Klitlandskab med det grå fyr – Skagen
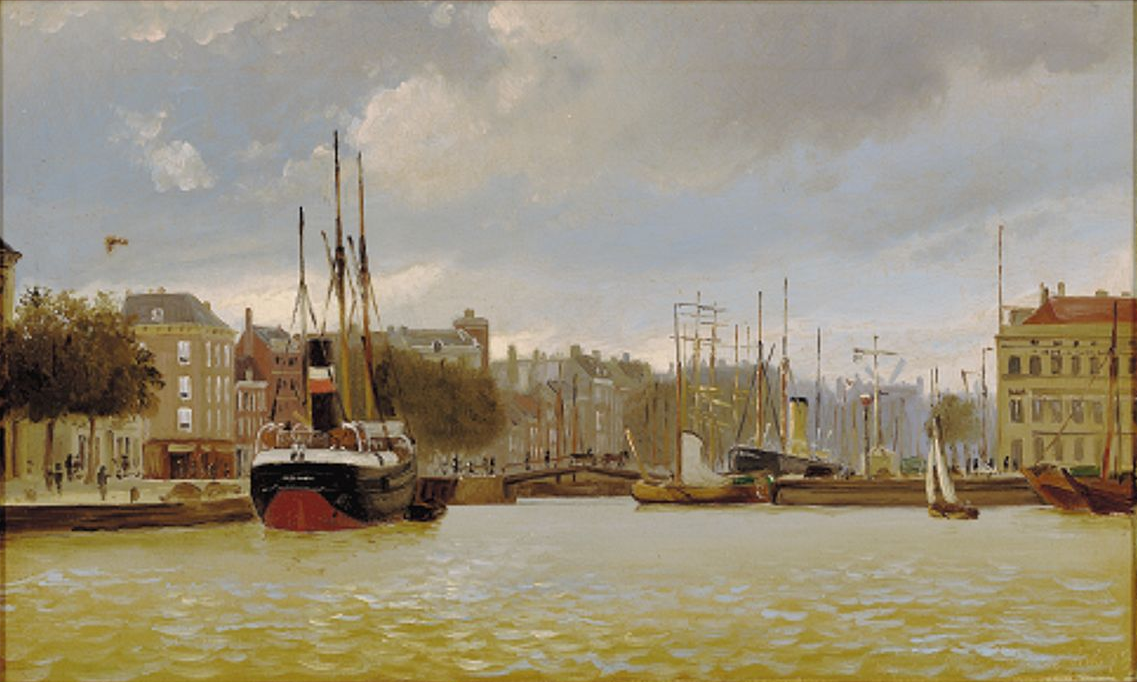
Partie im Hafen von Rotterdam